# Dionigi Bussola

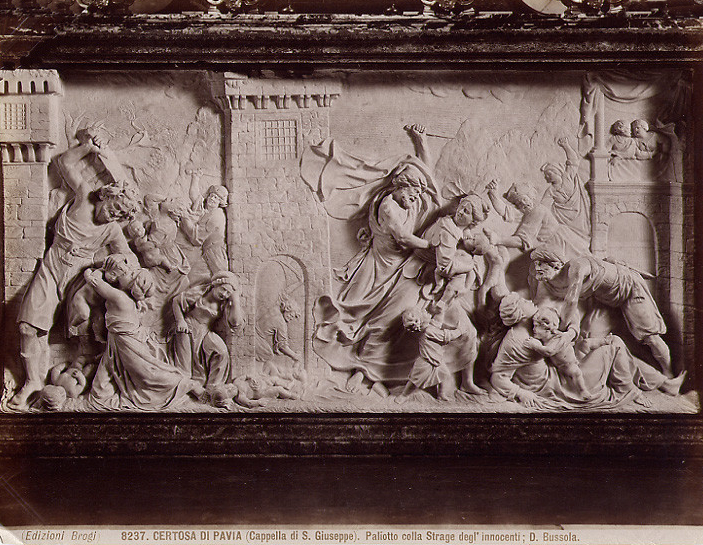
Dionigi Bussola, Rzeź niewiniątek.

Dionigi Bussola (ur. 21 marca 1615, zm. 15 września 1687 w Mediolanie) – włoski rzeźbiarz barokowy, aktywny głównie w okolicach Mediolanu.

## Biografia
Szkolił się w Rzymie w Akademii Świętego Łukasza, a następnie w warsztacie Ercole Ferraty. Po zakończeniu szkolenia przybył do Pawii, gdzie otrzymał zlecenie na cykl reliefów ukazujących życie Chrystusa oraz wykonywał prace rzeźbiarskie w mediolańskiej katedrze. W 1653 roku urodził mu się syn Cesare, który został w przyszłości malarzem.
Duże uznanie przynosiły mu przydrożne brązowe figury świętych, szczególnie popularne w czasach kontrreformacji.